# Ahrefs
Ahrefs е компания за софтуерни разработки, която разработва услуги за маркетинг и популяризиране на сайтове, чрез стратегии, техники и методи, използвани за увеличаване на видимостта и трафика на сайтовете. Основана е през 2010 г. от украинеца Дмитро Герасименко. Седалището на компанията е разположено в Сингапур.
Ahrefs разработва платформа за оптимизиране на търсачките, която позволява на собствениците на уебсайтове, специалистите по дигитален маркетинг и оптимизаторите за оптимизация да извършват конкурентни анализи, да проверяват и подобряват качеството на трафика от търсене на сайта, да намират ключови думи и да получават повече трафик от търсачките.
Компанията е частна собственост и не привлича инвестиции. Според Owler и Tech in Asia, през 2021 г. годишните приходи на Ahrefs се равняват на около 66,4 милиона щатски долара.
Компанията е инвестирала 50 милиона щатски долара в изграждането на центрове за данни и има 1000 сървъра, които съхраняват повече от 100 петабайта данни. Центровете за данни са разположени в Сингапур и Нидерландия. Според списанието „Форбс“ стойността на компанията се оценява на 600-700 милиона щатски долара. Сингапурският вестник на аглийски език The Straits Times определя Ahrefs за една от най-бързо развиващите се компании за три последователни години: 2020, 2021 и 2022 г.